# Schleberoda
Schleberoda ist ein Stadtteil von Freyburg (Unstrut) im Burgenlandkreis in Sachsen-Anhalt.

## Geografie
Schleberoda liegt zwischen Freyburg (Unstrut), Mücheln und Merseburg.

## Geschichte

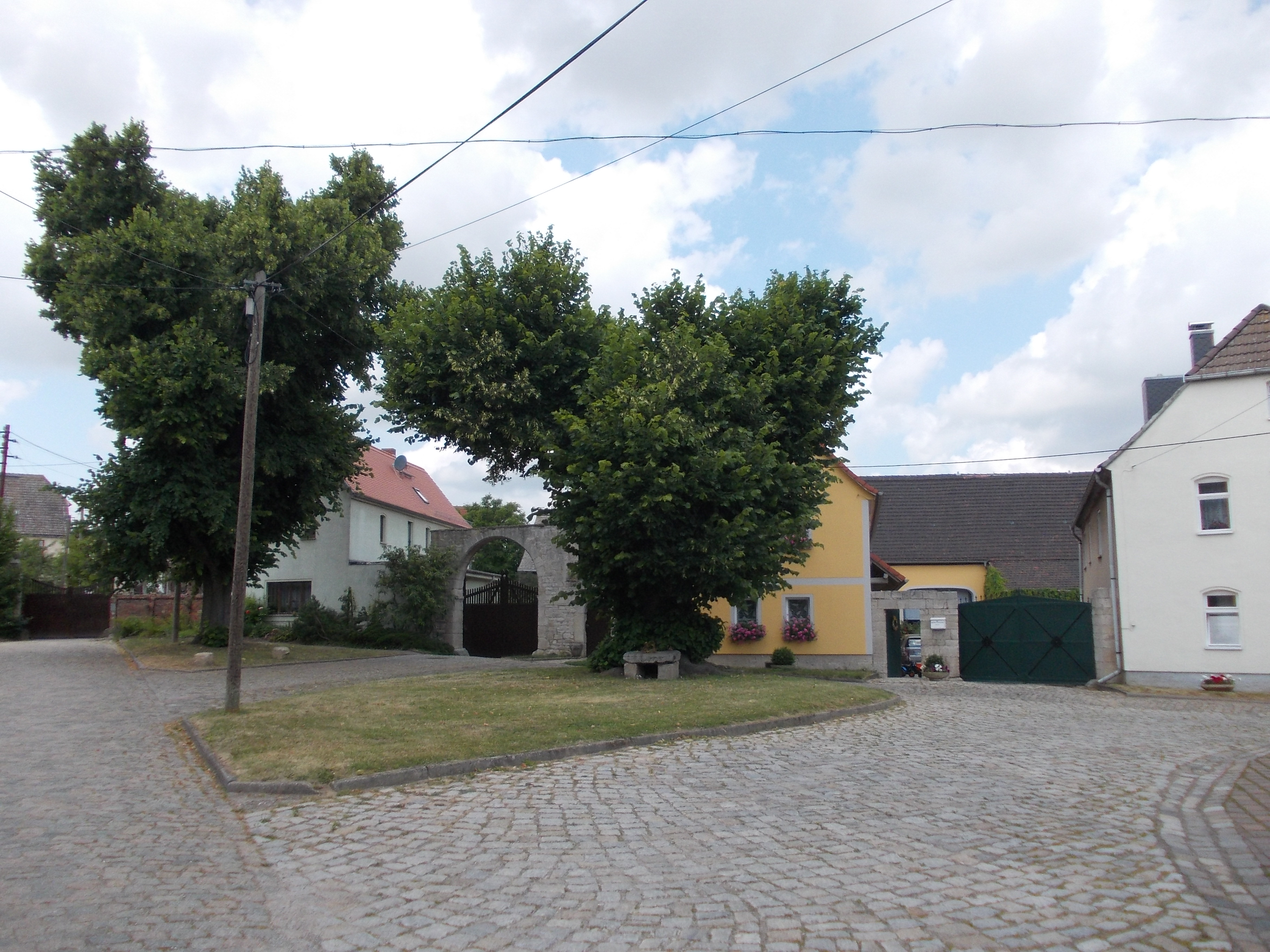
Dorfplatz mit Bauernstein

Schleberoda wurde urkundlich erstmals 1308 als Slaverenrode erwähnt, was so viel bedeutet wie die Rodung eines Sorben mit Namen Slavomir. Die als Rundling gegründete Rodungssiedlung geriet im ausgehenden Mittelalter in direkte Abhängigkeit vom Rittergut Kirchscheidungen. Seit 1525 besaß die Familie von Rockhausen den Ort. 1550 mussten Levin und Mattes von Rockhausen die Gerichtsbarkeit auf der Feldflur Schleberoda an das Amt Freyburg abgeben und behielten diese noch im Dorf (bis 1748). Durch Verkauf ging der Ort an die Adelsfamilie von der Schulenburg auf Burgscheidungen und Kirchscheidungen. Die Ortsgeschichte blieb mit den von der Schulenburg bis zur Enteignung der Besitzerfamilie 1945 eng verbunden.
Durch die Beschlüsse des Wiener Kongresses kam Schleberoda 1815 zu Preußen und wurde 1816 dem Kreis Querfurt im Regierungsbezirk Merseburg der Provinz Sachsen zugeteilt, zu dem es bis 1944 gehörte.
Im Ortskern haben typische Bauernhäuser mit Scheunen aus Stampflehm und mehrere Dreiseithöfe die Jahrhunderte überdauert. Sehenswert ist der Turm der ursprünglichen Chorturmkirche mit seinen gut erhaltenen mittelalterlichen Fresken aus verschiedenen Jahrhunderten, der durch seinen Giebelansatz und den im 16. Jahrhundert zugemauerten Triumphbogen auf seinen romanischen Ursprung verweist. Die umfangreiche barocke Umgestaltung des Kirchenschiffes erfolgte ab 1705 unter maßgeblicher Beteiligung der Herzöge zu Sachsen-Weißenfels. Nach Abschluss der Umbauarbeiten 1712 wurde die Kirche zu Ehren des Herzogs Johann-Georg von Sachsen-Weißenfels als Johann-Georgen-Kirche zu Schleberoda geweiht. Die Orgel, deren Finanzierung von dem Weißenfelser Herzog Christian durch eine Holzspende noch zu seinen Lebzeiten sichergestellt wurde,  baute Johann Christoph Mocker II. 1750 in die Kirche ein.
In Schleberoda befand sich während der Herrschaftszeit der Herzöge von Sachsen-Weißenfels der Sitz der Herzoglichen Oberförsterei, die die Jagdgebiete der Alten und Neuen Göhle betreute (Jagdschloss Klein Friedenthal).
Im Rundlingsdorf Schleberoda sind nahezu alle ehemals unverzichtbaren Attribute einer funktionierenden Dorfgemeinschaft erhalten: das Historische Gemeindebackhaus von 1789, der über 90 Meter tiefe Dorfbrunnen, der Bauern- oder Thingstein unter einer Gerichtslinde, der Dorfteich als Feuerlöschteich, eine einzigartiges Stück Dorfumfriedung hinter Nr. 25 (es ist bisher kein vergleichbarer lebender Zaun dokumentiert).
Am 1. Juli 2009 wurde Schleberoda in die Stadt Freyburg (Unstrut) eingemeindet.
Schleberoda verfügt über ein reges Vereinsleben (Heimatverein Schleberoda e. V., Förderverein der Johann-Georgen-Kirche zu Schleberoda e. V.), seit 2011 finden in der Sommergalerie Schleberoda Kunstausstellungen statt. Das Backhaus wird regelmäßig zu verschiedenen Veranstaltungen genutzt – am 3. Advent kann man hier einen kleinen, aber feinen Weihnachtsmarkt erleben – zuvor ein weihnachtliches Adventskonzert in der Kirche.
Schleberoda ist eines der 30 Siegerdörfer im Bundeswettbewerb „Unser Dorf hat Zukunft“ 2019 (Silberrang).
Zukunftsprojekte: Mobilität auf dem Lande (Carsharing, autonomes Fahren, E-Mobilität) 2021, DorfGemeinschaftsladenförderung Sachsen-Anhalt (Bestell- und Ladencafé im Dorfgemeinschaftshaus Schleberoda)
Sehenswürdigkeiten: Johann-Georgen-Kirche, Brunnen, Historisches Gemeindebackhaus, Bauernstein, Historische Dorfumfriedung, Sommergalerie Schleberoda, Rundlingsdorfanlage

## Verkehr
Südlich des Ortes verläuft die Bundesstraße 176, die von Weißenfels und Freyburg (Unstrut) führt.